# Bjarkøy

Lagekarte der ehemaligen Gemeinde innerhalb von Troms

Bjarkøy war eine Kommune in der nordnorwegischen Provinz (Fylke) Troms, bis sie am 1. Januar 2013 in die Kommune Harstad eingegliedert wurde.

## Geschichte
Das Gebiet der Kommune verteilte sich auf mehrere kleine Inseln im Nordmeer und auf die Nordhälfte der Insel Grytøya, deren Südhälfte zur Gemeinde Harstad gehörte. Die Bewohner leben in einigen kleinen Küstensiedlungen. Verwaltungssitz war die Siedlung Nergården auf der namensgebenden Insel Bjarkøya.
Bjarkøy ist eine alte Wikingersiedlung. Von hier stammte Tore Hund, der 1030 König Olav den Heiligen, den Schutzpatron Norwegens, in der Schlacht von Stiklestad tötete. Der norwegische Händler Ottar (Othere), der nach Haithabu reiste, um Walross-Elfenbein zu verkaufen, mag hier gelebt haben. Kulturelle Spuren der Wikinger sind die runden Grabhügel des Gräberfeldes, auf denen auch ein Bautastein steht, und die Bootshäuser.
Bjarkøya blieb im Mittelalter politisches Zentrum der Gegend.

## Verkehr
Von Stornes auf Hinnøya geht eine Autofähre nach Bjørnå auf Grytøya, und von Vikran im Norden von Grytøya gehen Fährverbindungen nach Norden nach Sandsøya und nach Bjarkøya.
Ein 3250 m langer Unterseetunnel zwischen Grytøya und Bjarkøya und eine Brücken-und-Damm-Verbindung von Grytøya nach Sandsøya (900 m Damm, 300 m Hauptbrücke, und drei niedrige Nebenbrücken von 46, 66 und 66 m Länge) wurden von August 2014 bis Dezember 2018 gebaut.

## Söhne und Töchter der Gemeinde
- Audun Boysen (1929–2000), Leichtathlet
- Ruben Markussen (* 1995), als Ruben bekannter Sänger